# انجمن وکلای دادرسی تجاری
انجمن وکلای دادگستری تجاری (ABTL) (به انگلیسی: Association of Business Trial Lawyers)، که در سال ۱۹۷۳ تأسیس شد، یک کانون وکلا داوطلبانه است با اعضای در پنج فصل در سراسر کالیفرنیا، از جمله لس آنجلس، کالیفرنیای شمالی، اورنج کانتی، سن دیگو و دره سن جوآکین. عضویت ABTL شامل کسب و کار وکلا و دفاع شیوه‌ها و قضات (فدرال و ایالتی، آزمایش و استیناف) است. ABTL مجمعی را ارائه می‌دهد که در آن دادخواهان و نظریه‌پرداز حقوق برای رسیدگی به موضوعات مهم برای وکلای دادگاه تجارتی و محکمه قضایی تشکیل جلسه می‌دهند.

## مأموریت
هدف انجمن وکلای دادگستری تجاری فراهم کردن زمینه ای برای تبادل ایده‌ها و اطلاعات مربوط به دعاوی تجاری است. از آغاز فعالیت در سال ۱۹۷۳، متعهد شده‌است که ارتباطات بین همه کانون وکلای دادگستری و دادگاه‌های فدرال و ایالتی را ارتقا و تقویت کند.

## برنامه‌ها
انجمن وکلای دادگستری تجاری یک فروم برای ارائه در مسائل قانونی، جلسه دادرسی استراتژی‌ها و دادخواهی، و بحث از مسائل پیش کسب و کار دفاع و حقوقدانان تصمیم‌گیری موارد کسب و کار ارایه می‌دهد. ABTL از طرف ایالتی بار کالیفرنیا به ارائه برنامه‌های ادامه تحصیلات حقوقی و اعتبارات می‌پردازد.

## فصل‌ها
انجمن وکلای دادگستری تجاری در حال حاضر دارای پنج فصل است که در مجامع حقوقی در سراسر کالیفرنیا خدمت می‌کنند:
- لس آنجلس[۵]
- کالیفرنیای شمالی[۶]
- شهرستان اورنج[۷]
- سن دیگو[۸]
- دره سان خواکین[۹]

## انتشارات
هر فصل از انجمن وکلای دادگستری تجاری نشریاتی به نام گزارش ABTL تولید می‌کند، که به موضوعات مورد علاقه وکلا در دادگاه تجارتی می‌پردازد. مقالات شامل تغییر در قانون، خلاصه و تجزیه و تحلیل رویه قضایی، و به اطلاع وکلا در مورد به روزرسانی‌های مهم در اساسنامه و همچنین دادگاه و قوانین محلی می‌پردازند. سایر مقالات نکات دادخواهی، مانند پیشنهادها وکالت و ابزار نوشتن را مورد بررسی قرار می‌دهند. کپی‌های گزارش‌ها در وب سایت ABTL در دسترس عموم است.
ABTL دستورالعمل‌هایی را برای حرفه ای بودن وکلا درگیر دادرسی اتخاذ کرده‌است. هدف این دستورالعمل‌ها از بین بردن اختلافات غیر ضروری و کاهش سطح اختلاف و استرس در حل و فصل اختلافات حقوقی است. اعضا به انجام این دستورالعملها در تمرین روزمره خود توصیه می‌شوند.